# Першотравневе (Буринський район)
Першотравне́ве, — колишнє село в Україні, у Буринському районі Сумської області. Підпорядковувалось Дяківській сільській раді.

## Географічне розташування
Першотравневе знаходиться неподалік від витоків річки Вижлиця, за 2 км розташоване селище Жовтневе (Буринський район).
1988 року рішенням Сумської обласної ради зняте з обліку.

## Уродженці
- Томенко Іван Іванович (1973—2023) — український військовослужбовець, учасник російсько-української війни, кавалер ордена «За мужність» III ступеня.